# دیگو دیز
دیگو دیز (انگلیسی: Diego Diz؛ زادهٔ ۱۲ نوامبر ۱۹۹۱) بازیکن فوتبال اسپانیایی است که در پست هافبک برای باشگاه فوتبال اولو به میدان می‌رود.